# ペッレグリーノ・マタラッツォ
ペッレグリーノ・マタラッツォ（Pellegrino Matarazzo, 1977年11月28日 - ）は、アメリカ合衆国・ニュージャージー州・ウェイン出身の元サッカー選手、サッカー指導者。現役時代のポジションはDF。

## 経歴

### 選手
ニュージャージー州のウェインでイタリア系移民の子供として生まれた。両親はイタリア・カンパニア州出身で、幼少期には父親の影響からカンパニア州に本拠地を置くSSCナポリのサポーターであった。1995年からは入学したコロンビア大学のサッカーチームに所属し、1999年には応用数学の学位を取得した。投資銀行からのオファーもあったがサッカー選手の道へ進んだ。
2000年、オーバーリーガ（当時ドイツ5部相当）のアイントラハト・バート・クロイツナハと契約を結んだ。その後もドイツの下部リーグでプレーを続け、現役最後の4年間を2006年に加入した1.FCニュルンベルクのセカンドチームで過ごした。

### 指導者
現役引退後から数年間はニュルンベルクのセカンドチームや下部組織でアシスタントや監督を務めていたが、2015年に受講したヘネス・ヴァイスヴァイラー・アカデミアでユリアン・ナーゲルスマンと知り合うこととなった。2017年、ナーゲルスマンがトップチームの監督を務めるTSG1899ホッフェンハイムのU-17チームの監督に就任し、翌2018年にはアシスタントコーチとしてトップチームへ昇格。ナーゲルスマンの退任後もアシスタントコーチを務めた。
2019年12月、ブンデスリーガ2部・VfBシュトゥットガルトの監督に就任。指導者キャリアで初のトップチーム指揮となった。第19節からチームを率い、シーズン終了までのリーグ戦16試合で8勝3分5敗の成績を収めて自動昇格圏内の2位でシーズンを終え、ブンデスリーガ1部昇格を果たした。2021年2月19日、シュトゥットガルトとの契約を2024年まで延長した。2022-23シーズンに入ってから勝ち星に恵まれず、第9節終了時点で5分4敗で17位に落ち込んだことから2022年10月10日に解任された。

## 監督成績
2023年2月8日現在
| クラブ             | 国         | 就任           | 退任           | 記録 | 記録 | 記録 | 記録 | 記録 | 記録 | 記録 | 記録   |
| クラブ             | 国         | 就任           | 退任           | 試   | 勝   | 分   | 敗   | 得   | 失   | 差   | 勝率   |
| ------------------ | ---------- | -------------- | -------------- | ---- | ---- | ---- | ---- | ---- | ---- | ---- | ------ |
| ニュルンベルクII   | ドイツの旗 | 2011年4月12日  | 2011年6月30日  | 7    | 2    | 3    | 2    | 17   | 14   | +3   | 028.57 |
| シュトゥットガルト | ドイツの旗 | 2019年12月30日 | 2022年10月10日 | 100  | 31   | 29   | 40   | 149  | 151  | −2   | 031.00 |
| ホッフェンハイム   | ドイツの旗 | 2023年2月8日   | 2024年11月11日 | 1    | 0    | 0    | 1    | 1    | 3    | −2   | 000.00 |
| 合計               | 合計       | 合計           | 合計           | 108  | 33   | 32   | 43   | 167  | 168  | −1   | 030.56 |